# Толувьехо
Толувьехо (исп. Toluviejo) — город и муниципалитет на севере Колумбии, на территории департамента Сукре. Входит в состав субрегиона Морроскильо.

## История
Поселение, из которого позднее вырос город, было основано 19 марта 1534 года.

## Географическое положение
Город расположен в северной части департамента, в пределах Прикарибской низменности, к западу от горного хребта Мария, на расстоянии приблизительно 14 километров к северо-северо-западу (NNW) от города Синселехо, административного центра департамента. Абсолютная высота — 68 метров над уровнем моря.
Муниципалитет Толувьехо граничит на севере с территорией муниципалитета Сан-Онофре, на востоке — с муниципалитетами Колосо и Морроа, на юге — с муниципалитетом Синселехо, на западе — с муниципалитетом Толу. Площадь муниципалитета составляет 276,49 км².

## Население
По данным Национального административного департамента статистики Колумбии, совокупная численность населения города и муниципалитета в 2015 году составляла 18 897 человек.
Динамика численности населения муниципалитета по годам:
| 2005   | 2006   | 2007   | 2008   | 2009   | 2010   | 2011   | 2012   | 2013   | 2014   | 2015   |
| ------ | ------ | ------ | ------ | ------ | ------ | ------ | ------ | ------ | ------ | ------ |
| 18 955 | 18 946 | 18 938 | 18 931 | 18 924 | 18 918 | 18 912 | 18 908 | 18 903 | 18 900 | 18 897 |

Согласно данным переписи 2005 года мужчины составляли 52,4 % от населения Толувьехо, женщины — соответственно 47,6 %. В расовом отношении белые и метисы составляли 65,6 % от населения города; индейцы — 29,6 %; негры, мулаты и райсальцы — 4,8 %.
Уровень грамотности среди всего населения составлял 79,2 %.

## Экономика
Основу экономики Толувьехо составляют добыча полезных ископаемых и сельское хозяйство.
48,5 % от общего числа городских и муниципальных предприятий составляют предприятия торговой сферы, 42,3 % — предприятия сферы обслуживания, 7,7 % — промышленные предприятия, 1,5 % — предприятия иных отраслей экономики.

## Транспорт
Через город проходит национальное шоссе № 90.